# روزبهانی
در زیر فهرستی از افرادی با نام خانوادگی روزبهانی را می‌بینید:
- احسان روزبهانی مشت‌زن و عضو تیم ملی ایران
- جابر روزبهانی بازیکن بسکتبال اهل اصفهان
- محسن روزبهانی طراح صحنه و لباس، و متخصص جلوه‌های ویژه

- حامد روزبهانی جراح عمومی

و حقوقدان اهل اصفهان